# Zabawa (powiat wielicki)
Zabawa – wieś w Polsce położona w województwie małopolskim, w powiecie wielickim, w gminie Wieliczka. Leży przy drodze wojewódzkiej nr 964.
W latach 1975–1998 miejscowość administracyjnie należała do województwa krakowskiego.
| SIMC    | Nazwa     | Rodzaj    |
| ------- | --------- | --------- |
| 0341787 | Kaźmierz  | część wsi |
| 0341793 | Lorańce   | część wsi |
| 0341801 | Nowe Domy | część wsi |
| 0341818 | Pagóry    | część wsi |

Przez wieś przepływa kręta rzeka Zabawka.